# 唐朝好男人
《唐朝好男人》，2013年在中国大陆播出的古装唐朝喜剧類型的網絡劇，导演孙恺凯，主演张钧涵、殷旭、战菁一、张予曦。續集為2014年的《唐朝好男人2》。

## 剧情
该剧根据网络同名小说改编而成。
银行小职员“王子豪”因车祸穿越到了唐朝，成了一名没落贵族，凭借21世纪的知识，他在唐朝混的风生水起，有着一妻二妾三美，过着快活的生活。

## 演出
| 演员   | 角色     | 备注 |
| 張钧涵 | 王子豪   | 王家富公子，開國侯之孫，陳學穎和二女的丈夫，蘭陵公主的情夫。心地純良，正直堅強，與崔彰、秦鈺、程初等人交情很好，被蘭陵公主的外貌所吸引。后晉升為侯爵，官居一品。最后喜歡上蘭陵公主。 |
| 战菁一 | 陈学颖   | 王子豪妻子，二女的主子兼閨蜜 |
| 殷旭   | 兰陵公主 | 王子豪情妇，吐蕃國蘭陵寨寨主，唐朝公主，二女的姨媽。性格心狠手辣，心機沉重，還有一面善良的心。為了子豪不擇手段，與情敵陳學穎和二女和好。最后喜歡上王子豪。                           |
| 张予曦 | 二女     | 房玄齡的孫女，房遺愛和高陽公主的女儿，王子豪的妾，蘭陵公主的姪女。后因母親高陽公主造反，房家滿門被斬，被陳學穎收為丫鬟。                                                             |
| 祁宝泉 | 钱管家   | |
| 尹丹丹 | 武则天   | 真名武曌，又稱武媚娘，是唐朝皇{后}，二聖之一。 |
| 奚齐月 | 香香     | 王子豪在21世纪的女友 |
| 刑洋   | 拉旺毛赞 | 吐蕃国商人，原蘭陵寨成員，蘭陵公主的前手下，给王子豪带来不少商机。 |
| 刑洋   | 張盛     | 王子豪的邻居，后把杂货铺转手给了王子豪 |
| 闫妍   | 兰陵侍女 | 兰陵公主贴身侍女 |

## 制作
该剧在山东省东平县水浒影视城取景。